# 烽火芸術劇場
烽火芸術劇場（ボンファげいじゅつげきじょう）は、朝鮮民主主義人民共和国（北朝鮮）の平壌市にある劇場。1982年完成。

## 概要
烽火芸術劇場は、主に革命歌劇や演劇の公演が行われるが、朝鮮労働党の各種の集会なども開催されることがある。

## その他の劇場
- 平壌大劇場
- 万寿台芸術劇場
- 東平壌大劇場